# MBK Rieker Komárno
El BK Rieker Komárno es un equipo de baloncesto eslovaco con sede en la ciudad de Komárno, que compite en la SBL, la máxima competición de su país y en la tercera competición europea, la FIBA European Cup. Disputa sus partidos en el Mestska Športová hala, con capacidad para 1475 espectadores.

## Trayectoria
| Temporada | Nivel | Liga      | Pos. | Copa de Eslovaquia | Competiciones europeas | Competiciones europeas | Competiciones europeas | Oreas competiciones | Oreas competiciones |
| --------- | ----- | --------- | ---- | ------------------ | ---------------------- | ---------------------- | ---------------------- | ------------------- | ------------------- |
| 2011–12   | 1     | Extraliga | 2º   |                    |                        |                        |                        |                     |                     |
| 2012–13   | 1     | Extraliga | 2º   | Campeón            |                        |                        |                        |                     |                     |
| 2013–14   | 1     | Extraliga | 4º   | Semifinalista      |                        |                        |                        |                     |                     |
| 2014–15   | 1     | Extraliga | 1º   | Finalista          |                        |                        |                        |                     |                     |
| 2015–16   | 1     | Extraliga | 2º   |                    | 3 FIBA Europe Cup      | RS                     | 1–5                    |                     |                     |
| 2016–17   | 1     | Extraliga | 2º   | Semifinalista      |                        |                        |                        | Alpe Adria Cup      | C                   |
| 2017–18   | 1     | Extraliga | 4º   | Semifinalista      |                        |                        |                        | Alpe Adria Cup      | RS                  |

## Palmarés
- Campeón Slovakian Extraliga - 2015
- Subcampeón Slovakian Extraliga - 2012, 2013
- Campeón Copa Eslovaca - 2013
- Subcampeón Copa Eslovaca - 2012, 2015
- Campeón Alpe Adria Cup - 2017

## Jugadores destacados
| - Jaraun Burrows - Ivan Milkovic - Juevol Myles - Ivan Barisic - Mario Bratic - Zrinko Gudelj - Saša Janković - Goran Maric - Ognjen Petrovic - Stipe Pivac - Marin Prostran - Jure Roncevic - Hrvoje Sertic - Ivan Vukovic - Jakub Mikulec | - Michal Sturala - Peter Hajmasy - Robert Jarosevics - Milan Krasznai - Levente Slezak - Peter Szabo - Peter Tahin - Martins Berkis - Petar Marcic - Krsto Bjelica - Miljan Curovic - Luka Igrutinovic - Nikola Kablar - Nemanja Krstić - Ivan Pap | - Nenad Sulovic - Dragan Zec - Maj Kovacevic - J.Paulík - Peter Seman - Anton Suprun - T.J.Bannister - Louis Craft - Drew Gibson - Kenny Hall - Kareem Johnson - Louis Johnson - Johnathon Jones - Dallis Joyner | - Dominique Keller - Sean Kowal - Chris Lowe - J.C.Mathis - C.J.McElrath - Brandon Polk - Nasir Robinson - Vincent Simpson - Amin Stevens - Kevin Thompson - Marko Vlaic - Robert Laslo - Ivica Blagojevic - Jaytornah Wisseh |